# Association France-Algérie
L'Association France-Algérie a été fondée le 20 juin 1963 par des personnalités françaises réunies à l'initiative du Général de Gaulle autour d'Edmond Michelet, ancien Garde des Sceaux. Elles avaient en commun la conviction profonde que l'accession de l'Algérie à l'indépendance en juillet 1962 pouvait établir entre les deux États et les deux peuples une ère nouvelle de relations faites d’estime et d’amitié.
Se trouvaient parmi ces personnalités d'anciens résistants français comme Germaine Tillion, Geneviève de Gaulle-Anthonioz, Anise et André Postel-Vinay, Joseph Rovan, David Rousset, Robert Buron, Stéphane Hessel. Se trouvaient aussi des responsables militaires ou des fonctionnaires qui avaient dénoncé les terribles dérives de la guerre d'Algérie et s'y étaient opposé comme le général Jacques Pâris de Bollardière, le général Pierre Billotte, Paul Teitgen, des journalistes et hommes de lettres comme Jean Daniel, Jean Lacouture, Jean-Marie Domenach, André Frossard, François Mauriac. Il y avait aussi des Pieds-noirs qui avaient su résister au fatal engrenage de la haine et de la violence pendant les années de guerre, des responsables étudiants algériens et français qui avaient milité ensemble, tous désormais pressés de tourner une page d'histoire douloureuse et confiants dans l'avenir.
Certains animaient déjà des associations de solidarité avec le peuple algérien : Le « Fonds d'aide aux victimes des attentats de l'O.A.S. » créé en 1961 par André Postel-Vinay et François Bloch-Lainé, « Le Fonds de solidarité Franco-Algérien » créé par Germaine Tillion et Pierre Emmanuel et « Le Comité Djamila Boupacha » par Françoise de Liencourt et Jacques Fonlupt-Espéraber.
Ils furent rapidement rejoints par des jeunes gens qui avaient accompli leur service militaire en Algérie ou qui y avaient effectué leur stage d’élèves de l’École nationale d'administration, comme Pierre Joxe, Jean-Pierre Chevènement ou Bernard Stasi et d’autres encore. Tous sont restés fidèles à leur engagement et acquis à une coopération exemplaire dans le respect des intérêts de chacun en faveur d’une Entente durable entre les deux États et les deux peuples français et algérien.
Depuis sa création, l’Association France-Algérie a multiplié les initiatives de voyages d'élus locaux en Algérie et Algériens en France, d’échanges de jeunes, de colloques à caractère économique ou historique et de manifestations culturelles. En 2002, l’Association France Algérie décerne le Prix Bouamari-Vautier à Leïla Beratto et Camille Millerand pour leur documentaire Derwisha.